# Halichoeres hortulanus
 Halichoeres hortulanus és una espècie de peix de la família dels làbrids i de l'ordre dels perciformes que es troba des del Mar Roig fins a Sud-àfrica, les Illes Marqueses, les Tuamotu, el sud del Japó i el sud de la Gran Barrera de Corall.
Els mascles poden assolir els 27 cm de longitud total.